# Malicorne (Allier)
Malicorne település Franciaországban, Allier megyében. Lakosainak száma 768 fő (2022. január 1.). Malicorne Chamblet, Colombier, Commentry, Doyet, Hyds, Montvicq és Néris-les-Bains községekkel határos.

## Népesség
A település népességének változása:
| Lakosok száma | 485  | 524  | 822  | 846  | 825  | 811  | 796  | 780  | 776  | 768  |
|               | 1968 | 1982 | 1990 | 2006 | 2013 | 2015 | 2017 | 2019 | 2020 | 2022 |